# Gina Valentina
Gina Valentina (Rio de Janeiro, 18 febbraio 1997) è un'attrice pornografica brasiliana.

## Biografia e carriera pornografica
Ha iniziato la carriera nell'industria pornografica nel 2015.
Come attrice ha lavorato per studi come Kick Ass, Brazzers, Junkies, New Sensations, Digital Sin, Lethal Hardcore, Evil Angel, Filly Films, Wicked, Bang Bros, 3rd Degree e Girlfriends Films. Nel 2017 è stata nominata ai premi AVN e XBIZ nella categoria Miglior attrice. Ha anche ricevuto altre quattro nomination agli AVN. Nell'agosto 2017 è stata scelta dalla rivista Penthouse come Pet of the Month e nel 2018 come Pet of the Year. Sempre nel 2018 ha partecipato alla terza edizione dello show "Brazzers House", prodotto da Brazzers, dove ha raggiunto la fase finale. L'anno seguente ha diretto la sua prima Gina Valentina's Dirty Lil' Movie per Penthouse.
Nel 2020 ottiene i suoi primi riconoscimenti per la miglior scena virtuale sia agli AVN che agli XBIZ Awards. Ha tatuate due grandi rose sulla scapola sinistra e su quella destra con una rosa, delle onde sul fianco destro ed una scritta sulla coscia destra.

## Riconoscimenti
- AVN Awards
  - 2020 – Best Virtual Reality Sex Scene per The Wanking Dead: Doctor’s Orders con Kenzie Reeves, Sofie Reyez, Jillian Janson e Tommy Gunn[14]
  - 2022 – Best Lesbian Group Sex Scene per We Live Together Season 1 con Emily Willis, Gia Derza e Autumn Falls[15]
- XBIZ Awards
  - 2020 – Best Sex Scene - Virtual Reality per Santa's Naughty List con Adria Rae, Alex Blake, Lexi Lore, Maya Bijou, Taylor Blake e Tommy Gunn[16]